# Суркис, Игорь Михайлович
Игорь Михайлович Суркис (укр. Ігор Михайлович Суркіс; род. 22 ноября 1958, Киев) — украинский предприниматель и общественный деятель, президент футбольного клуба «Динамо» Киев. Входил в неформальную финансово-промышленную группу Киевская семёрка.

## Биография
Родился в Киеве в еврейской семье. Отец Рахми́л (Михаил) Дави́дович Су́ркис (10 декабря 1919 — 4 февраля  2021; родился в Каракурте, ныне — Одесская область), военный врач. Мать, Римма Яковлевна (Яновна) Горенштейн, работник торговли. Старший брат Григорий Суркис — бывший президент Федерации футбола Украины. Дед — Ян Петрович Горенштейн, автор и составитель издававшихся в Киеве шуточных и юмористических сборников о футболе «22 и футбольный мяч» (подзаголовок: "Смешные рисунки, карикатуры").
В 1981 году окончил Киевский институт народного хозяйства.

### Карьера
1981—1988 гг. — начальник отдела ремонтно-строительного управления «Киевжилремстроймонтаж».
1988—1989 гг. — заместитель начальника управления жилищного хозяйства Шевченковского райисполкома Киева.
1989—1990 гг. — начальник отдела Министерства жилищно-коммунального хозяйства Украины.
1990—1994 гг. — директор коммерческого центра СП «Динамо-Атлантик».
1994—1998 гг. — генеральный директор ООО «Динамо-Атлантик».
1998—2002 гг. — первый вице-президент АО ФК «Динамо» (Киев).
С 10 июня 2002 года — президент ФК «Динамо» (Киев).

### Состояние

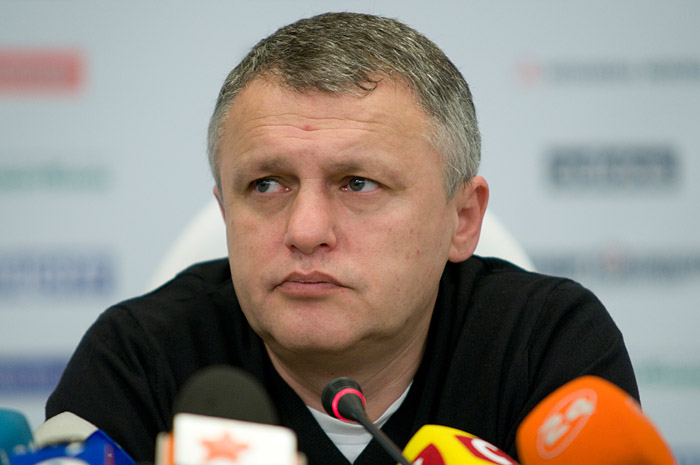
Игорь Суркис в 2009 году

В феврале 2008 года журнал «Фокус» оценил совокупное состояние братьев Суркисов в $915 млн, поставив их на 26 место списка самых богатых украинцев. При этом издание отметило, что эти деятели отечественного футбола, кроме ФК «Динамо» (Киев), в той или иной степени владеют промышленно-финансовым концерном «Славутич», телерадиокомпанией «ТЕТ», ЗАО «Киев-Код», инвестфондами «Джерело», «Добробут» и «Надежда», контролируют страховую компанию «Алькона» и т. д.
В июне 2008-го издание «Корреспондент» в своём ТОП-50 украинских миллионеров поставило И. Суркиса с состоянием $309 млн на 49-е место. Интересно, что в этом рейтинге старшему брату Григорию места не нашлось.

### Скандал с норковыми шубами
После матча «Динамо» (Киев) — «Панатинаикос» 20 сентября 1995 года арбитр УЕФА Антонио Лопес Ньето заявил, что ему была предложена взятка в виде двух норковых шуб и 30 000 долларов. Ньето заявил, что данное предложение поступило от генерального менеджера ФК «Динамо» (Киев) Игоря Суркиса и генерального секретаря команды Василия Бабийчука. На последовавшей вскоре пресс-конференции Суркис заявил:
12 сентября 1995 года, накануне матча с «Панатинаикосом» ему позвонил Бабийчук и спросил, нет ли в его фирме меховых изделий — их хотят приобрести испанские судьи. Суркис ответил, что его компания этим не занимается и попросил перезвонить через несколько минут, чтобы навести справки.
Вскоре генеральный менеджер нашёл нужный товар, за которыми вечером того же дня отправились гости. Они долго выбирали и, в конце концов, Ньето взял две шубы, а боковые арбитры Чирино и Гиральдес — по меховой шапке. Общая сумма покупок составила 30 тысяч долларов. В тот вечер у испанцев было прекрасное настроение. На ужине они пили вино, шутили. «У меня начались почечные колики, и я вынужден был покинуть банкетный зал, — вспоминал Суркис. — Спустя какое-то время ко мне зашёл Бабийчук и сказал, что судьи всё время спрашивают, какая стоимость отобранных меховых изделий».
Когда Ньето увидел цифры на чеке, то схватился за голову: «Нам ничего не надо, ни сувениров, ни картин, забирайте все обратно…»

В результате решением дисциплинарной комиссии УЕФА результат матча «Динамо» (Киев) — «Панатинаикос» был аннулирован, а сама команда дисквалифицирована из розыгрыша Лиги чемпионов УЕФА и заменена датским «Ольборгом». Также команда была лишена возможности в течение трёх лет участвовать в матчах, проводимых под эгидой УЕФА. Игорь Суркис и Василий Бабийчук были дисквалифицированы пожизненно.

### Критика
Подвергся критике со стороны некоторых болельщиков киевского «Динамо» за приглашение на пост главного тренера Мирчи Луческу.
После начала российского вторжения не уехал из Украины.

## Регалии
- Орден князя Ярослава Мудрого V степени (2008)[5]
- Кавалер ордена «За заслуги» (I степени (2006)[6], II степени (2004)[7], III степени (2003)[8]).
- Лауреат Государственной премии Украины в области архитектуры (2002) (за архитектурный план комплекса динамовской учебно-тренировочной базы на Столичном шоссе, 45 в Киеве).

## Семья
Женат, есть две дочери.